# 社寺参詣曼荼羅

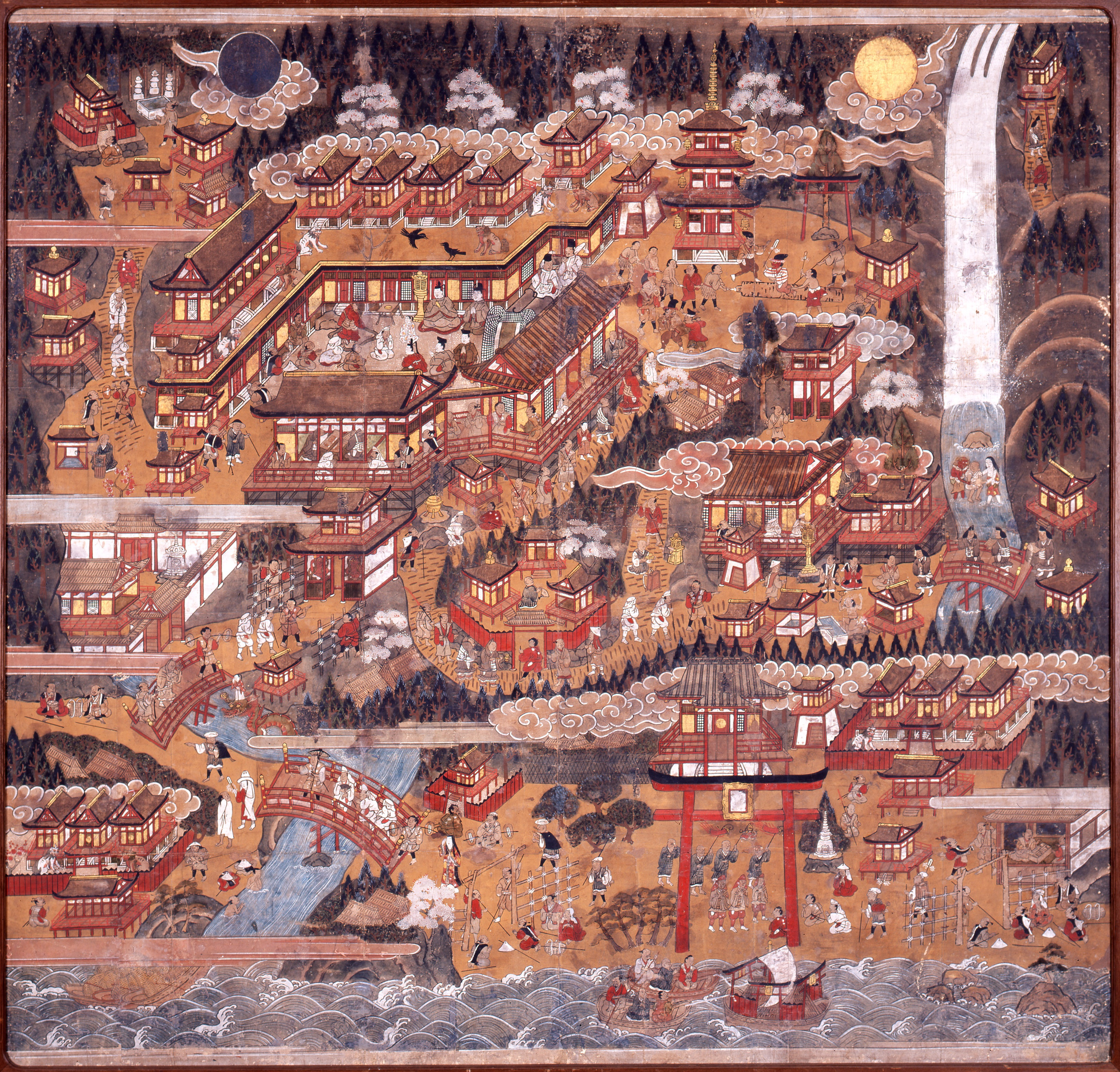
那智参詣曼荼羅（熊野那智大社蔵）

社寺参詣曼荼羅（しゃじさんけいまんだら、または寺社参詣曼荼羅〈じしゃさんけいまんだら〉、参詣曼荼羅〈さんけいまんだら〉とも）とは、参詣者の勧誘と霊場案内を目的として霊場（神社・寺院）を描いた宗教的絵画を指す学術用語。
作例の多くは紙本著色の形式による素朴かつ安価な絵画で、勧進活動のために持ち運ばれた形跡を残している（→#形態）。歴史的な起源としていくつかのカテゴリーの絵画を指摘することができる（→#起源）。その成立には、戦国時代以後、権力の保護に依存しえなくなった寺社が、本来は寺社外部の存在である本願による勧進活動に依拠するようになったという背景があり、参詣曼荼羅は勧進活動の手段の一つとして使用された（→#成立）。
参詣曼荼羅には、先行する絵画のいずれにも還元しえない、独自の空間構成が備わっている（→#社寺参詣曼荼羅の空間構成）。その作成を企図した作成主体は、西国三十三所を中心とする寺社の本願である。三十三所寺院を描いた作例には様式や人物図像において、それ以外の作例とは区別される共通性が見られる。そうした共通性は、これらの参詣曼荼羅がいくつかの工房によって作成され、また、それらの工房が定型の確立を主導したためであった（→#系統分類と工房）。しかし、それぞれの寺社や霊山の事情に即して、絵図がどのように作成され、使用されたかは一様ではなく、そうした相違は時には構図にも反映された（→#那智山と西国三十三所寺院、#霊山の参詣曼荼羅）。参詣曼荼羅は遅くは19世紀まで作成されたが、成立の背景にあった寺社経済が近世において回復を示したことにより、本願とともに参詣曼荼羅もそのあり方を変容させた（→#社寺参詣曼荼羅の近世）。

## 形態と起源

### 形態
参詣曼荼羅の特徴として指摘されるのは、徳田和夫の整理によれば次の8点、特に2から5である。
伝来している全ての作例が、これら全ての特徴を備えているわけではないが、これらの点により参詣曼荼羅のイメージを把握することができる。
参詣曼荼羅として今日に伝来する約150点の大半は紙本著色による作例で、朱・群青・黄土・胡粉といった泥絵具を顔料として描かれた安価な絵図である。彩色的に原色的効果があるが、描写法は素朴である。絹本著色による作例もあるが25本が知られるのみである。絹本の中で立山曼荼羅は14点を占め、大半が19世紀以降の作例である。
立山曼荼羅にさかのぼる年代の絹本の作例は、一幅の大型の掛け幅という携帯に適さない形態をとっており、持ち運ばれることを前提とせず、それぞれの寺社から外部に出ることはなかった可能性が高い。ただし、掛幅形式が当初の姿であった訳では必ずしもない。掛幅形式として伝来する紙本作例には折りたたんで携行したであろうことを示唆する折り筋が付けられていることが多いだけでなく、那智参詣曼荼羅の幾つかの作例にあるように吊り下げて使用するための意匠が伴っているなど、各地に持ち運んでは霊場の霊験功徳を説教唱導しては観衆に現世利益を説く、絵解きによる勧進活動の道具であったことを示すと考えられている。

### 起源
参詣曼荼羅に対して歴史的に先行し、影響関係から起源として考えられているのは次の4つの宗教的絵画である。
1. 垂迹曼荼羅（宮曼荼羅）
2. 寺社縁起図
3. 近世初期風俗画
4. 寺社絵図

垂迹曼荼羅には本地仏が垂迹する姿を描く本地仏曼荼羅や垂迹神が影向する垂迹神曼荼羅がある。なかでも、具体的な寺社や霊山を背景にしたものを「宮曼荼羅」「社寺曼荼羅」などと称し、春日大社、熊野三山、山王社（日吉社）といった作例が知られている。文献史料上、成立は中世初期にさかのぼると見られ、鎌倉時代・室町時代に製作された。垂迹曼荼羅の作例の多くは絹本著色で、作成を依頼した主体（願主）も絵師も相応の身分や地位であったことのあらわれと考えられており、個人あるいは特定の集団の作善や礼拝を目的としていた。
寺社縁起図は、寺社の建立にかかわる縁起を時間経過に沿って表現する絵図で、画面を分割して時間的推移を描くという、絵巻と似通った表現技法がとられている。形態として巻子本と掛幅本があり、当初は前者の形態をとったが、より多くの観衆に提示するための便宜から後者の形態を採るようになった。巻子本にあった詞書は掛幅本では省略され、絵解きをする介在者を必要とする絵図となった。現存する作例のなかには、垂迹曼荼羅と同じく絹本著色の作例があり、安価に作成された消耗品的な性格のものではない。
これら絵図と比較するとき、垂迹曼荼羅との比較では具体的な寺社や霊山の描写を伴う点や礼拝の対象となったで類似するが、本地仏や垂迹神の描写を伴う参詣曼荼羅は主流を占めているとは言えない点で相違する。寺社縁起図との比較では、掛幅形式であることや寺社縁起題材とすること、多数の観衆に対して絵解かれることを前提とする点で共通する。しかし、寺社縁起図は、垂迹曼荼羅と同じくしばしば絹本を画材とする、総じて安価とはいえない絵画である。その点で、紙本に泥絵具という安価な画材を用いて大量生産された参詣曼荼羅とは、対照をなしている。また、参詣曼荼羅では縁起に関わる図像は画面の周縁部に配置され、描写にも時間的経過を欠き、縁起の時間的表現よりも霊場の空間的表現に主眼がある。参詣風俗、とりわけ参詣者の姿の描写は参詣曼荼羅を特徴付けるもので、こうした描写は絵解きの観衆をして自らを画中の人物になぞらえさせ、感情移入させるものであった。多種多様な身分や職業の人物が描かれたが、その描写は洛中洛外図のような近世初期風俗画の技法に倣ったもので、類似した人物表現が各種の絵巻物や洛中洛外図の中に見出されることから分かるように、絵師の工房において儀軌化されたものであった。また、画中の題材からは、作成主体に関わる描写が見られる。すなわち、参詣曼荼羅の作成には本来寺社の外部の存在であった聖が関与しており、そうした聖は寺社内に拠点を構えて定着し、本願と呼ばれる勢力を構成した。参詣曼荼羅の画中には、しばしばそうした本願の拠点である堂舎が描かれる。これらの影響関係は、互いに排他的であるというよりも、個々の作において、いずれかの傾向が強く出るという性質のものである。

### 成立
参詣曼荼羅の成立には寺社の本願が深い関係を持っている。古代から中世までの寺社は朝廷や幕府といった公権力からの援助を主たる財源としていたが、15世紀半ばにはほとんど依拠しえなくなり、本来は寺社外部の存在である本願の勧進活動に依存するようになる。寺社外部の存在によって財源を確保する寺社の動きは、早くは12世紀末頃から見られ、これを中世的勧進と称する。中世的勧進は、ただ財源のみならず寺社再興事業の全ての側面に渡っての全面的請負者であったが、応急の臨時的活動にとどまった。それに対して本願は、勧進活動を恒常的な形で寺社内に組み込もうとする寺社の側の要請を前提として成立する。そして、単に造営・修覆に従事するだけでなく、寺社内において縁起や仏事・神事に参加を目指し、寺社内での恒久的な地位を得ようとした。
参詣曼荼羅は、主に16世紀後半以降から17世紀にかけて急速に多数が作成されたが、その広がりの背景にはこうした本願の活動や、西国三十三所に属する霊場群のネットワークがあったと考えられている。室町時代の三十三所巡礼縁起には熊野権現への言及の例が多く、三十三所巡礼の推進に熊野那智山の積極的な働きかけを見ることができる。また、後述するように参詣曼荼羅の作成に通絵図的に関与したいくつかの工房が推定されている。
参詣曼荼羅は、参詣勧誘や寄進を募ることあるいは霊場案内を目的とし、それらを通じて寺社の伽藍再興や年中行事、日々の燈明料といった財源確保のための本願による勧進活動に利用することが企図されていた。多くの寺社では、限られた数が作成され使用されたと見られているが、那智参詣曼荼羅は大量の複本が伝来し、同様に多数の作例を伝えるものとして立山曼荼羅がある。このような多数の作例の伝来は、勧進活動を支える底辺の宗教者の数に由来するものであると考えられるが、参詣曼荼羅としてはむしろ例外に属している。

## 社寺参詣曼荼羅の空間構成
参詣曼荼羅はしばしば寺社再興を目的とし、また、霊場が霊場であることの条件のひとつとして不変性が求められるゆえに、特有の空間構成を伴っている。
霊場案内のための大縮尺絵図として、参詣曼荼羅には霊場と霊場へ至る参詣道、そしてそれらの周囲の地物（建物・橋・石造物など）と人物が詳細に描かれている。構図という点では、ほとんどの作例は俯瞰図として描かれ、対象の寺社の信仰世界を一図に収める。黄土や胡粉で背景を塗りつぶすという特有の描写法によって描かれた空間の奥行きは抑制され、画面全体が平面的に均質化される。それを補う意味で参詣道や川をジグザグに描いたり、雲や霞が描かれて距離をデフォルメ化し、山道に横線の階段を入れて区別する作例も見られる。こうした空間が遠近法を具備するのか、学説は一致を見ていない。
構図上のもうひとつの特徴は上方に山、下方に海（または川）を描くことである。天空には日輪・月輪が描かれ、善峯寺や多賀社のように金星や三日月が描かれる例もある。これら日月の対は昼夜ないし歳月の象徴として、霊場の永遠性あるいは自己完結性、すなわち霊場が完結した小宇宙であることを示している。

### 霊場と参詣道の図像

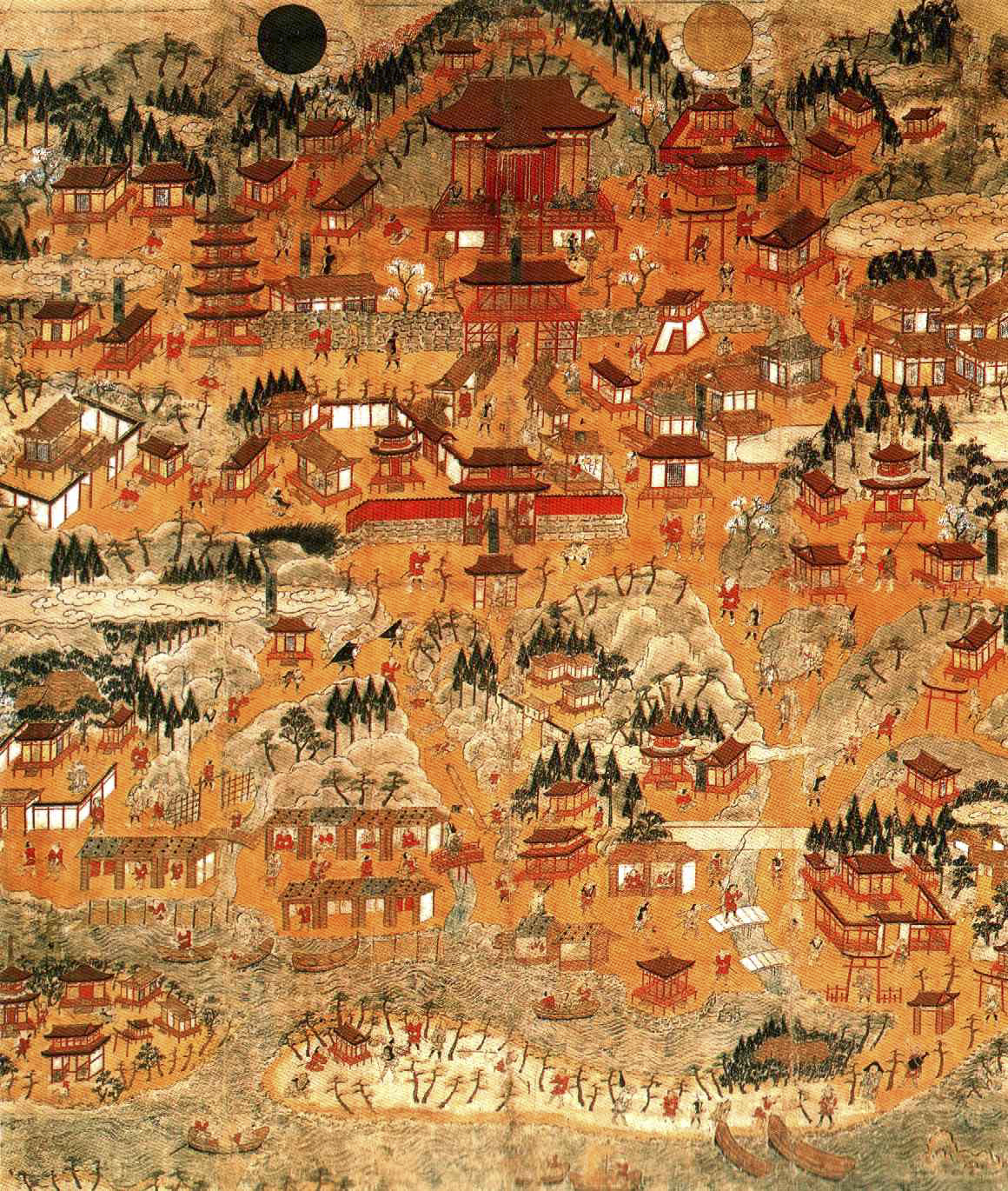
成相寺参詣曼荼羅（画面下方に天橋立の描写がある）

霊場が霊場であることの条件のひとつとして不変性があり、霊場と霊場に至る参詣道はしばしば今日に至るまでそのまま残されている場合さえある。霊場の不変性は理念的にそうであるというだけでなく、寺社が戦乱のような人災や落雷・豪雨のような自然災害によって損なわれると、あるべき理想の姿の復元を目指して再興が企図される。このように霊場が過去も現在も変わらぬ姿を保っているという意味において、参詣曼荼羅はかなり正確に作られている。このように霊場の不変性という思想に従えられている限りにおいて、霊場の描写は作成当時の姿を描いているとは限らず、過去あるいは未来の理想としての姿を描いている場合がある。
例えば那智参詣曼荼羅に描かれる青岸渡寺は、織田信長の兵火にあって焼失した後、天正15年（1735年）6月に現在地に柱立を行っている。しかし、那智参詣曼荼羅の図像は変更されることは無く、天正15年6月以前の位置に青岸渡寺は描かれ続けた。清水寺参詣曼荼羅では五条橋に同種の描写がなされている。清水寺参詣曼荼羅として伝来する2つの作例は16世紀半ばから後半からにかけての作と見られている。同時期の洛中洛外図の各種の伝本には五条橋は大振りの橋脚を持った姿で描かれる一方、清水寺参詣曼荼羅のいずれの作例においても五条橋は赤い欄干と金の擬宝珠を持つ姿で描かれており、あるべき理想的な姿として表現されている。寺外の事物であるにもかかわらず、五条橋は現実よりはるかに美化されているというだけでなく、大きなスペースを与えられて描かれている。これは、洛中洛外の境界であることや清水寺参詣の出発点であるということもさりながら、清水寺本願たる成就院がその維持・管理にあたっており、特別な意味を持っていたためであろう。このように、霊場の描写は、霊場の不変性を原則としているのであるのである。しかしながら、このように不変の姿で描かれるのは、あくまでも霊場にとって本来の姿において存在した地物に限られている。清水寺参詣曼荼羅に描かれている朝倉堂は、清水寺再建を担うために後から入ってきた本願の堂舎であって、今日とは立地も堂舎の姿も異なっており、不変の姿を保った訳ではなかった。
参詣道と霊場は異質な空間であって、その描写の仕方は異なっている。那智参詣曼荼羅では那智浜（浜の宮）と大門坂の間は地図と見比べると大幅に圧縮されていることが分かる。霊場を一図に収めることや、堂舎を南面させて描こうとするために、絵図全体の距離や方位には歪みが生じ、特に距離をデフォルメするために雲と霞で空間を仕切る技法が見られる。雲と霞はまた、その向こうへの観る者の想像力を喚起する。天橋立の描写を含む成相寺参詣曼荼羅では天橋立が折り曲げられて内海が狭く表現されていることが目を引く。また、施福寺参詣曼荼羅では、大阪湾海中から現れた千手観音が画面左下に描かれ、海岸との20キロメートル近い距離が圧縮されているほか、清水寺参詣曼荼羅では鴨川が流れてくる方向が90度曲げられて、あたかも東から流れてきているかのような描写がなされており、堂舎の描写と同じく方位に歪みが生じている。霊場と参詣道では前者の重要性がはるかに大きく、主役はあくまで霊場である。地物であっても霊場内の地物の描写に立ち入って見ると、大きな圧縮や歪みを受けることなく表現されることが普通であり、霊場の描写は、それぞれの地物が霊場においてどのような役割を果たしているのかという、信仰的な案内となっている。以上のように、霊場の聖域を大きく細密に描き、参詣道は圧縮して描くことが原則なのである。
同じように霊場を描くとは言え、寺院と神社、また霊山では描写の仕方はかならずしも一様ではない。熱田社・多賀社のような神社の参詣曼荼羅では、門前町や境内の描写に比べて参詣道の描写は粗略である。そうした相違は、寺院が西国三十三所のように諸国を周回する周回型の参詣者たちを主たる勧誘の対象としたのに対し、神社が単一の聖地へ往還する往復型の参詣者を対象としたという、参詣者勧誘のあり方における相違を反映したものと考えられている。富士山や立山のような霊山の参詣曼荼羅は神社と近い性格を持つが、聖性の頂点である霊山を上部に配し、下部に向かうにつれて聖性の低い地物が配されるという、図式的な空間構成を持っている。

### 生きられる世界
画中には、御師、先達や住人、参詣者といった多彩かつ多数の人物が描かれている。中世の絵巻物における人物描写では、服装のような身分標識はもとより、人物の空間配置によっても身分制を可視的に表現しており、そうした表現は参詣曼荼羅にも当てはまる。しばしば見られる人物像として高野聖と琵琶法師があって、前者は鳥居や門によって分節化される聖域の外に、後者は本堂の周縁に位置づけられるのが常である。こうした描写は、高野聖や琵琶法師が身分制上の異人であって、聖なるものへの接近において身分によって相違する階層が存在することを示している。言い換えれば、単に身分上の差異というのではなく、聖域との関係の差異における身分制の構造が描かれているのである。那智参詣曼荼羅では、狛犬と烏のみが描かれる聖域としての那智社の塀の中、院とおぼしき貴人の参詣が描かれる塀と本堂の間の空間、社僧と参詣者の空間である本堂、琵琶法師や俗人参詣者の集う本堂周辺、そして門外に高野聖などが描かれている。また、清水寺参詣曼荼羅では参詣道上の第1の木戸と第2の木戸との間に非人や癩者の描写があり、画中の空間は貴賎によって階層化されて描かれている。
同じく通例であるのが参詣者の人物像が同じ図柄で繰り返し複数の箇所で描かれる異時同図法であり、聖地の中を進む人物と絵解きの観衆自身を対比させ、観衆を聖地に誘う効果を持っていた。また、那智参詣曼荼羅に描かれる白装束の二人連れの人物は、時代が進むにつれ明示的に夫婦連れとして描写されるようになる。これは、中世末期における民衆の生活誌の変化を示すものであり、作成年代が下るほどに一対の男女（夫婦）の描写が図中に増えてゆく。この様に、参詣曼荼羅の人物描写には当時の「生きられる空間」が表現されているのである。

### 社寺参詣曼荼羅の人物たち
図中では、聖俗の人物たちがいくつかの場面に分かれて描かれる。世俗の人物たちのうち、参詣道に沿って描かれるのは、参詣者たちと参詣道の周囲を生活の場とする居住者・生活者たちである。これら参詣者や参詣道周囲の住人といった人物たちは他の史料や絵画によっても確認できるという意味で、あるべき場所に描かれていると言うことができる。だが、それは忠実な模写であるというより、あるべき典型としての姿であり、参詣者が目にするであろう地物や人物を丹念に描いている。こうした人物たちは、連続的に描かれることによって、巡礼の道筋を示している。一方、霊場の特定の空間に描かれた人物、また、人物の行為や仕種は、その空間のもつ特殊な意味を指し示している。例えば、社殿の前で拝跪する人物像は、その仕種の対象の聖性を明らかにしている。これらの人物に託されたのは霊場の信仰にかかわる案内であり、地物とともに描かれることにより、霊場の霊験と信仰内容を巧みに説明する役割を果たしていた。こうした雑多な世俗の人物は図中を活気で満たし、絵解きの観衆たちをして自らを投影させ、霊場の空間内を礼拝しつつ前進することを通じて、分節化された画面を元の霊場へと再構成する機能を担っている。
こうした世俗の人物の図像は通絵図的にどこにでも見出されるだけでなく、琵琶法師、高野聖、小児に介添えされる老婆などといった頻出する人物像は、参詣曼荼羅に固有なものではない。例えば琵琶法師の図像は、古くは鎌倉時代末期の職人歌合絵、例えば『東北院職人歌合』や『七十一番職人歌合』（明応9年〈1500年〉）に始まり、『年中行事絵巻』（12世紀半ば）、『一遍聖絵』（1299年）、『法然上人絵伝』（鎌倉時代末期）、『福富草紙』（室町時代初期）に渡って見出され、その中でパターン化してゆく過程が見てとれる。そうした展開は、他のタイプの人物像においても同様に見て取ることができる。また、高野聖のあるタイプの図像、すなわち2人組のうち一人が前方を指差しつつ、それに続くもう一人を振り返る描写の図像は参詣曼荼羅の作例の7割から8割に見出されるだけでなく、上杉本洛中洛外図にも見ることができる。これら世俗の人物たちの図像は、近世初期風俗画の工房における「儀軌」化された図像の切り貼りとして配列されたものだったのである。
世俗の人物たちと対照的に、霊場に固有の縁起譚にまつわる伝説的ないし神的な性格を帯びた人物たちもまた描かれており、そうした人物たちは霊場のオリジナリティに関わる図像である。これらの図像は、図の周縁部に描かれ、那智参詣曼荼羅における文覚とその荒行にまつわる人物群や振加瀬橋のたもとで竜に乗って出現した童子、清水寺参詣曼荼羅における延年寺谷を行く延鎮と坂上田村麻呂、多賀社参詣曼荼羅における犬神明神、紀三井寺参詣曼荼羅における布引の松と滝、龍と対座する僧など枚挙に暇がない。参詣曼荼羅に登場する人物たちは、参詣道・霊場においては地理的・信仰的な案内として、周縁部においては縁起・説話の案内として描かれていたのである。

### 位相を分割する植物
参詣曼荼羅には、杉、松、桜、紅葉、照葉樹の植物表現がしばしば見出されるが、これらは現実の植生というよりは聖俗の空間を分節化する象徴的な記号であると見ることができる。中世においては、『天狗草紙』における一遍の踊り念仏の情景にも見られるように、浄土の表現として最も相応しいのは花が降る光景であった。こうした散り振る花の描写は、参詣曼荼羅が製作され受容された時代の人々にとって浄土を想起させる描写だったのであり、単なる修飾などではなく描かれているのがまさに霊場であることを示している。

### 神像・本尊の不在
霊場を描く絵画でありながら、参詣曼荼羅の主流をなす作例は本地仏や垂迹神を描かない。わずかに描かれる場合でも、金泥の円輪で仏神を表し、場合によってはその上方に円相を描くことによって本地仏を暗示するにとどまる。本地仏や垂迹神を描く作例としては、立山曼荼羅、白山曼荼羅、富士参詣曼荼羅のいくつかの作例に加えて、北野社曼荼羅、吉野曼荼羅などが知られている。例えば、富士参詣曼荼羅の富士山本宮浅間大社本（絹本・重要文化財）には狩野元信の壺型朱印が捺され、元信の活動時期から16世紀前半に作成された初期の参詣曼荼羅と位置付けられる。この作には参詣者の姿はあるが、縁起・霊験譚にまつわる描写は欠けており、参詣曼荼羅に先立つ垂迹曼荼羅ないし宮曼荼羅の影響を強く残している。これらは本尊ないし本尊に準じる絵画であり、参詣曼荼羅としては亜流にとどまり、主流をなすものとはならなかった。こうした神像・本尊の不在は、仏神の図像を掌握し可視的に描き得た階層とは寺社本来の勢力ではなく、外来の勢力として神像・本尊から排除された本願によって参詣曼荼羅が担われたことを示している。

## 作成の主体と過程
参詣曼荼羅の作成において、図の作成を企図した個人、集団ないし組織を作成主体と称する。作成主体の上位には出資者として願主や施主がいる場合もあるが、作品を作成工房（工房ないし絵師）に発注し、工房から受け取るのは作成主体である。この作品の使用者は作成主体と一致する場合もそうではない場合もある。このような作成主体と使用者との関係が問題になるのは、中世の寺社組織や構造が、学侶・行人のような正式の構成員だけでなく、寺社外部の雑多な聖や民衆をも含めた重層的・都市的な場だったからである。勧進活動において作品の使用者であったのは、多くの場合、堂社の修理・造営や燈明料といった財源の確保を担っていた聖に相当する存在であったと考えられている。
勧進聖は時として、鎌倉時代初期の東大寺造営に功績のあった重源のように、応急の臨時的活動とはいえ、財源の調達から造営・修造の実施に至る一切を全面的請負事業として掌握する例があった（中世的勧進）。こうした中世的勧進はのちに寺社内に拠点をかまえて定着し、本願と呼ばれる勢力として地歩を築くようになるが、寺社勢力からは正規の構成員として認められることはなく、近世の社会的安定を背景に寺社勢力が回復を遂げるにつれ、衰亡に至ったとするのが通説的理解である。本願所に関する研究が進んでいる熊野三山および那智参詣曼荼羅をめぐる研究によりこうした理解は裏付けられてきたもので、熊野那智山の本願であった寺院群は、熊野比丘尼や山伏の本寺として身分や活動を保証し、諸国に送り出していた。しかし、清水寺成就院や多賀大社のようにむしろ本願が寺社側を圧倒して地歩を保った例や、外部から勧進活動を担う勢力を招じ入れずとも、内部で調達できていた場合もあり、作成主体と使用者の実相がいかなるものであるかは個別の寺社に依存する。

### 那智山と西国三十三所寺院

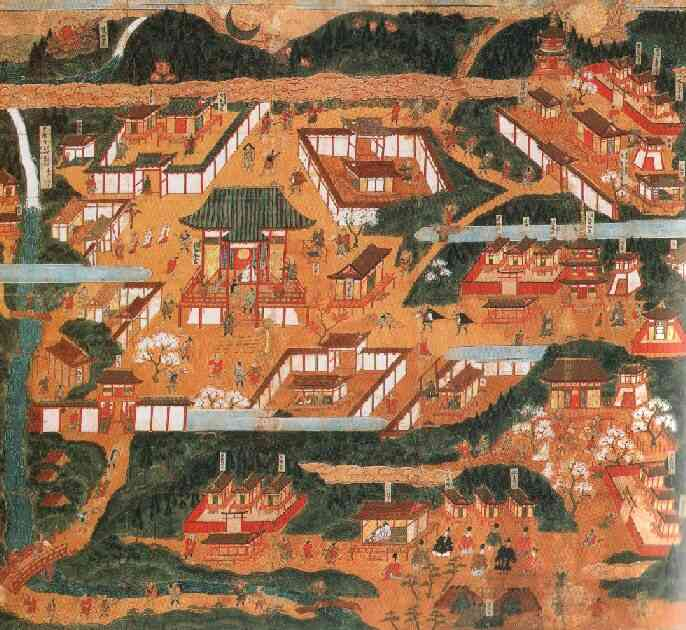
善峯寺参詣曼荼羅

参詣曼荼羅についての通説的理解は、現存する150例のうちでも抜きん出た36例を数え、研究も進んでいる那智参詣曼荼羅をモデルとしたものであり、作成主体と使用者のあり方についても同様である。熊野那智山の一山組織は、在地領主層を出自とする本来の正式の構成員である社家と、正式の構成員ではないが勧進活動を請け負うことを期待されて後に定着した本願からなり、七本願・七ツ穀屋などと呼ばれる後者は、15世紀末以降に堂舎を構えて定着する。那智では作成主体と使用者は本願で一致し、他の三十三所に属する寺院では、清水寺参詣曼荼羅を蔵する清水寺でも同様に作成主体と使用者が一致する。ともに、本願が霊場内に構えた堂舎が描かれ、本願がそれぞれ分掌するところの縁起、説話、伝説、あるいは職掌と合致する重要な場を描いており、本願としての自己主張が込められている。
紀三井寺参詣曼荼羅は、かつて使用者であった穀屋の後裔である穀屋寺に伝来している。しかし、紀三井寺の本坊護国院は、本来は16世紀末にさかのぼる本願であって、他の寺社における寺家・社家と本願との関係に単純に比定することは難しく、穀屋に属する比丘尼が、本寺たる熊野本願中を通じて作成されたものを所持していたと推測されている。粉河寺参詣曼荼羅は2点が伝来し、それぞれ16世紀末以後および18世紀初頭以後の作と解されている。両者には堂舎の描写に相違があり、前者で大きく描かれた十穀坊が後者では数ある建造物のひとつに過ぎないものとして描かれている。粉河寺の勧進活動は15世紀末から後半にさかのぼる時期には十穀坊によって担われていたが、後に、学侶に相当する寺家衆と行人に相当する行人方が「惣分」組織を形成して取って代わるという寺内組織の変化を見ており、描写の相違はこうした変化に即したものであった。また、江戸幕府の規制により勧進活動を許可なく行い得なくなったことを前提とし、紀州藩からの財政的保護・援助を得ることを目指したことが背景にある。

### 系統分類と工房
三十三所寺院の参詣曼荼羅には様式や人物図像において共通性が見られる。三十三所寺院の作例22点と三十三所以外の寺院の作例22点の様式を調査した藤沢隆子によれば、富士参詣曼荼羅のある作例が際立って小さいことを除くと、作品全体の法量あるいは一紙の法量において、多くの作例は似通った値を示し、一紙については一種の規格と考えられる。また、図中に描かれる図像の比較においても、地物、参詣道や自然物（日月や植物）の描写の有無において、三十三所寺院であるなしを問わず共通性が見られ、参詣曼荼羅に共通の図像と考えられている。人物描写には、参詣曼荼羅として早期の作と推定される作品と、より後期に属する作品とでは描かれる人物像に差異が見られ、描き込まれる人物像の定着にある程度の時間を要したことを示唆している。なかでも三十三所寺院と伊勢・多賀社を含むグループは、描き込まれる人物像から、他とは区別される一つのグループをなしている。
参詣曼荼羅の作成にあたった工房は複数あったと考えられ、特徴的な筆致や描写法によって分類が試みられている。那智参詣曼荼羅の分類を試みた根井浄は、同じく分類を試みた西山克の結果との比較から、闘鶏神社本・岡山武久家本・国学院巻子本・岡山吉田家本等を含む系統と西福寺本・妙心寺旧蔵本・新潟後藤家本・三重大円寺本等を含む系統をそれぞれ析出させ、基本的に一致した分類結果が得られるとの見解を示した。こうした分類は那智のみにとどまるものではなく、伊勢や三十三所の参詣曼荼羅においても、特徴的な筆致や描写法を手がかりに通絵図的にいくつかの工房の存在が推定されている。これらの工房による作成時期は16世紀と見られ、背地を黄土で塗りつぶす手法といった定型を形成した。これらの工房による作例が、西国三十三所の広い範囲にわたって分布し、かつ個々の霊場を熟知していたことから、西国三十三所に霊場を巡礼する絵師集団を想定することも可能だと考えられている。研究者によって異なるものの3から4程度の少数の工房であると考えられており、他にも工房が無かったとは言えないものの、現存する作例からするならばこれら少数の工房の作例が占める割合は高く、定型の確立において主導的な役割を果たしたと言うことができる。
これらの系統分類において那智参詣曼荼羅闘鶏神社本を含む系統は、遅くとも16世紀後半に遡るものと考えられている。闘鶏神社本は、数少ない紀年銘を持つ作例であり、慶長元年（1596年）の修復銘があることで知られている。また、美術史の側からは闘鶏神社本の系統は、法観寺参詣曼荼羅、施福寺参詣曼荼羅、成相寺参詣曼荼羅、道脇寺参詣曼荼羅、善峯寺参詣曼荼羅と共通した手法に基づく一連の類型とする指摘がある。

### 霊山の参詣曼荼羅
参詣曼荼羅は西国三十三所以外の霊場や寺社でも多数作成されている。なかでも立山曼荼羅は那智参詣曼荼羅の36点をしのぎ、48点の作例が残されている。立山には岩峅寺及び芦峅寺の2ヶ寺が信仰登山集落を形成していたが、立山における宗教的権利をめぐり相論を繰り返した後、正徳元年（1711年）の加賀藩公事場奉行による裁定で岩峅寺が権利を独占するに至って、芦峅寺は加賀藩領国内外での廻壇配札活動のみに依存するようになった。こうした背景のもと、芦峅寺は立山曼荼羅を作成しては各地の檀那場へ持ち運んでは絵解きを行っており、裏書などから作成年代が分かっているものは全て19世紀以降の作である。
那智参詣曼荼羅と比較すると、多数が作成されて遺存すること、参詣を勧誘することを目的とし、参詣者と宿坊経営者である御師との間に師檀関係が結ばれていたことといった共通点がある一方、那智参詣曼荼羅と異なり立山曼荼羅の構図が多様である点で相違する。立山曼荼羅の諸本の構図は多岐にわたるが、系統分類上、芦峅寺の衆徒が使用していた芦峅寺系の作品、岩峅寺の衆徒が使用していた岩峅寺系の作品、そのどちらにも属さない作品に分類される。岩峅寺系とその他系の作品は、芦峅寺系の作品の模倣から生まれたと考えられるが、構図には違いが見られ、それぞれの勧進活動や宗教儀礼の展開が違いを生んでいる。また、立山曼荼羅は、白山、富士、北野社、吉野といった霊場の参詣曼荼羅とならんで本地仏や垂迹神を描く点で特徴的である。こうした本地仏や垂迹神を描く参詣曼荼羅のうち、立山、白山、富士は三山禅定として往来されていた霊山であり、特定の限られた集団内での使用を企図していた可能性が指摘されている。

## 社寺参詣曼荼羅の近世
今日に遺存する作例のなかで48点の多数を占めながら立山曼荼羅や白山曼荼羅は参詣曼荼羅のカテゴリーからしばしば除外されてきた。こうした認識は、立山曼荼羅の成立が主として18世紀後半以降に下り、参詣曼荼羅の作成主体である本願の衰退の時期と重なるためであった。すなわち、近世の社会的安定とともに寺社が経済的に安定するにつれ、寺社本来の勢力が本願との対立を深め、本願を排斥し始めた歴史と関連づけられたものであった。
そうした本願の衰退と参詣曼荼羅の衰退との関連付けは、那智参詣曼荼羅とその背景となる熊野三山本願所をモデルとして描き出されてきたものである。熊野三山の本願所を本寺とする熊野比丘尼による絵解きは17世紀半ばごろからは熊野観心十界曼荼羅へと重点を移していったと考えられている。具体的な史料を欠き仮説として唱えられている段階ではあるが、この時期はまた、江戸幕府の宗教統制や社家との対立による本願の弛緩と崩壊、あるいは寺請制による檀家制度の展開に影響されて、各地での定着化が進んでいった時期でもあると考えられており、それとともに参詣曼荼羅も勧進活動や参詣勧誘の道具から、唱導活動ないしそれ自体を崇拝する信仰のための対象として、また時には単に美術品・調度品として享受されたこともあっただろう。だが、熊野三山の本願所が近代の神仏分離まで生き続けたことに見られるように、その動向は一様ではなく、本願が定着した例もある。
ここまで見てきた通り、参詣曼荼羅は霊場を描き、観衆を参詣に勧誘しあるいは案内する絵図である。霊場の案内あるいは勧誘を通じて勧進を募ることは、必ずしも自明に絵図が寺社外部へ持ち出されていたことを意味するわけではないが、より広く参詣者を募ることを求めるのであれば外部で使用することのほうがいっそうの効果が期待できる。近世に至るまで遠方の霊場に赴く経済的・身分的条件を持たなかった大多数の民衆は、縁起物を読むことや絵解きに耳を傾けることが実際に聖地に赴くことと同等の意義を持つという往時の観念とともに、参詣曼荼羅を享受していたのであろう。
立山曼荼羅もそうした享受に連なっている。18世紀初頭以降に競って立山曼荼羅を作成した立山の芦峅寺は、岩峅寺との争論に対する裁許の結果、廻壇拝札活動への依存を深め、各国への廻檀に力を注いだ。その形態は保管と形態の便に即して、軸装された掛幅形式となっているが、消耗品としての安価な扱いによって作成されていたわけではなかった。立山曼荼羅は多数の需要に支えられて作成され続け、各地の檀那場で絵解かれた。本願の統制力の弱まりとともに17世紀末までに宗教的使命を終えた那智参詣曼荼羅は「本願の盛衰を抱きかかえていた絵画」であったが、那智参詣曼荼羅と多くの共通点を抱えつつも立山参詣曼荼羅からは、近世以前の参詣曼荼羅の本質ともいえる遊行漂泊性が失われているのである。

## 研究史
今日、社寺参詣曼荼羅としてジャンル化される宗教的絵画は、それぞれの所蔵者によって「古図」「絵図」「伽藍図」などといった名で呼ばれており、研究においても古くは古絵図あるいは垂迹美術として一括して把握されていた。独自のジャンルとして取り上げる画期となったのは1968年（昭和43年）の京都国立博物館特別展「古絵図」であった。「古絵図」展では、社寺参詣曼荼羅として一括される絵図群の性格や形態をとらえるためにこの語が提起された。特に翌年に刊行された図録所収の武田恒夫「社寺参詣曼荼羅図とその背景」は研究史上の嚆矢として評価されるものであり、これに続くものとして難波田徹『古絵図』は「古絵図」展で取り上げられなかった作品を紹介し、新たに考察の対象を広げるものとなった。
これらの紹介を踏まえて、以後、歴史学、地理学、民俗学、国文学、美術史といった多様な分野において参詣曼荼羅は関心を集め、多数の研究成果が発表された。こうした研究の隆盛をうけて、1987年（昭和62年）には大阪市立博物館で特別展「社寺参詣曼荼羅」が開かれた。この特別展では多種多様の作例が一堂に会し、前後して刊行された図録は良質のカラー図版が収められただけでなく、福原敏男による個々の作品の解説と概説（福原[1987]）により研究が体系づけられ、後続の研究をいっそう深める契機となった。以後も多数の研究成果が公刊されている。

### 図録書誌
- 京都国立博物館（編）、1969、『古絵図』、京都国立博物館
- 大阪市立博物館（編）、1987、『社寺参詣曼荼羅』、平凡社 ISBN 4-582-28302-0
- 和歌山市立博物館（編）、2002、『参詣曼荼羅と寺社縁起』、和歌山市立博物館
- 難波田徹、1972、「古絵図」、『日本の美術』（72）、至文堂